# Anne Marie Telmányi
Anne Marie Frederikke Telmányi, født Nielsen (4. marts 1893 i København – 17. april 1983 i Hørsholm) var en dansk maler, datter af de to store kunstnerpersonligheder, komponisten Carl Nielsen (1865-1931) og billedhuggeren Anne Marie Carl Nielsen født Brodersen (1863-1945).
Hendes barndomshjem var legatboligen i Frederiksholms Kanal. Legatboligen dannede rammen om et kunstnermiljø, hvor mange af tidens store kulturpersonligheder havde deres gang. Hun har siden skrevet nogle bøger om sin tid her og sin familie.
- Anne Marie Carl Nielsen, 1979
- Mit barndomshjem, 1965

Allerede som 16-årig blev hun i 1909 elev på Det Kongelige Danske Kunstakademi og gik der et år, før hun blev sendt på kostskole i England. Da hun vendte hjem, genoptog hun sin kunstneriske uddannelse ved Kunstakademiet i 1912, hvorfra hun tog afgang 1916. Hun blev viet den 7. februar 1918 med violinvirtuosen Emil Telmányi, født 22. juni 1892 i Arad, Ungarn (Rumænien fra 1919). Han var søn af lektor Emil Telmányi og Elvira Kövér de Réthàt. Hendes nye ægtemand havde gennem årene fremført flere af Carl Nielsens kompositioner, og de to rejste sammen rundt i Europa på hans koncertrejser. Herfra stammer flere af hendes landskabsbilleder. I 1925-26 uddannede hun sig yderligere i Paris på Académie Moderne hos Othon Friesz og Fernand Léger. I 1936 opløstes Anne Marie Telmányis ægteskab, og hun flyttede ind til moderen i legatboligen og boede her, indtil dennes død i 1945. I sin gamle kammerat fra Akademiet Else Vogel-Sørensen fandt hun en veninde for livet, og de udstillede gentagne gange sammen op gennem 1930'erne, 1940'erne og 1950'erne.
Hun er begravet på Vestre Kirkegård.